# Стрелы (Ярославская область)
Стре́лы — деревня в Ростовском районе Ярославской области, стоящая при реке Которосль. Расположена в 5 км от села Сулость, в 15 км от Ростова, в 48 км от Ярославля, в 202 км от Москвы, в 7,5 км от железной дороги и от федеральной трассы М8 — «Холмогоры» (Москва — Архангельск).

## Происхождение названия
В древности на месте расположения деревни Стрелы было жилище какого-то князя Любослава-Велесила, построенное ему волшебником Стрелой, легенда о которых отражена в рукописи Петра Васильевича Хлебникова. Таким образом, имя волшебника повлияло на название селения. В названии деревни могли отразиться и стрелы, как оружие, используемое во время междоусобицы между ростовскими князьями Гвоздевыми, Приимковыми, Темкиными, Щепиными, Бахтиаровыми.
По другим сведениям, название деревни произошло от слова стрелка, мыс, длинная коса при слиянии двух рек, или — стрелина, обозначающая высокое место на берегу реки. Деревня издавна располагается на возвышенном правом берегу реки Которосль возле местечка Варотища (Воротище). Здесь ранее река делала поворот на 180 градусов, в результате чего образовалась стрелка (мыс), которая и могла дать название появившемуся возле неё населённому пункту. Стрелка имеется в Ярославле у устья реки Которосль.

## История
На основании рукописи Александра Яковлевича Артынова историк Андрей Александрович Титов отметил, что в XVI веке (1525 год) Стрелы принадлежали князю Григорию Ивановичу Темкину. Его дочь княгиня Евдокия, супруга князя Юрия Андреевича Хохолкова, отдала эту вотчину в приданое за своей дочерью Матрёной, выданной за князя Василия Михайловича Лобанова-Ростовского Меньшого.
В 1629—1631 годах деревня Стрелы в Якимовском стане Ростовского уезда принадлежала послу Василию Гавриловичу Коробьину, сыну боярскому Артемию Логиновичу Рылову; в 1646 году — боярину Василию Ивановичу Стрешневу; в 1678 году — боярину Ивану Федоровичу, стольнику Ивану Богдановичу, дворянину Федору Богдановичу, боярам Никите Константиновичу и Тихону Никитичу Стрешневым; в 1779 году — князю Александру Михайловичу Голицыну, княгине Александре Ивановне Куракиной, полковнику Григорию Александровичу Воейкову; в 1809 году — князьям Александру Михайловичу и Сергею Михайловичу Голицыным, дворянину Федору Григорьевичу Воейкову; в 1830 году — князьям Сергею Михайловичу Голицыну и Алексею Борисовичу Куракину; в 1860 году — князю Михаилу Александровичу Голицыну и графине Елизавете Николаевне Чернышевой; в первое время после Манифеста от 19 февраля 1861 года там проживали временнообязанные крестьяне Стрельского сельского общества Приимковской волости Ростовского уезда Ярославской губернии.
В 1646 году в деревне Стрелы жил 41 крестьянин мужского пола; в 1678 году — 57 крестьян мужского пола; в 1779 году — 139 крестьян обоего пола; в 1816 году — 161; в 1860 году — 293; в 1894 году — 522; в 1897 году — 548 (263 человека мужского пола и 285 женского пола), в 1914 году — 325, в 1916 году — 638 (307 человек мужского пола и 331 женского пола), в 1917 году — 599 (из 19-ти селений Приимковской волости больше жителей тогда было только в селе Макарово — 894 человека); в 1923 году — 677 (в Стрелах тогда было самое большое количество жителей из проживавших на территории Белогостицкого сельского Совета в 9-ти населенных пунктах 2338 человек); в 1925 году — 716 человек, в том числе 232 ребенка до 14 лет, 28 подростков от 14 до 16 лет, 44 юношей и девушек — от 16 до 17, 28 — от 17 до 20, 33 человека — от 20 до 22, 149 — от 22 до 30, 69 — от 30 до 40, 88 — от 41 до 49, 15 — 50 лет и 30 крестьян старше 50 лет, в 1935 году — 647 человек, в 1940—1942 годах — 765; в 1946 году — 441, в 2005 году — только 30 человек коренных жителей. Население было сплошь русское и православное (имелись старообрядцы), помещичьи, бывшие помещичьи крестьяне и граждане.
До 19 февраля 1861 года помещики имели право и продавать стрельских крестьян. В приказе князя Степана Борисовича Куракина от 11 декабря 1794 года в Семибратовское вотчинное правление содержатся сведения о покупке им у брата, князя Ивана Борисовича Куракина, части владения в селе Васильково и деревне Стрелы за 8500 рублей. Поскольку таких денег у него не имелось, он через бурмистра Никиту Досугова договорился с вотчинными крестьянами об уплате ему этой суммы в счёт освобождения их от оброка за 1795—1796 годы.

## Деревня в XIX—XX веках
Сохранившиеся до настоящего времени дома в Стрелах из соснового леса были в основном построены в конце XIX — начале XX веков. Как правило, это большие «пятистенки» на 6 окон по фасаду и реже — на 5 окон. Их украшали резные наличники. На месте обветшалых от времени домов или сгоревших в XX веке ставили небольшие дома «одноколки» с 3 окнами по фасаду.
Два посада домов «светлый» и «тёмный» стоят так, что их фасады смотрят друг на друга. Фасады домов на «светлом» посаде обращены к югу, а на «тёмном» — к северу. Возле каждого из посадов имелась грунтовая пешеходная дорожка, а посередине деревни проходила грунтовая дорога для гужевого и автотранспорта. Весной и осенью, а также в дождливое лето проехать по ней было затруднительно. Тогда гужевой транспорт передвигался и по пешеходным дорожкам. Как и названия посадов, селение в разговорной речи подразделялось у жителей на три части: «Середина» (центральная часть деревни — от местечка «Прогон» до ручья Проток), «Куниловка» (восточный конец — от ручья Проток до окраины) и «Голицынский конец» (западный конец — от местечка «Прогон» до окраины). В географическом отношении деревня расположена так, что фасады домов на посадах обращены почти на север и юг, а их концы — на восток и запад.
Занятия крестьян. Стрельские крестьяне на своих участках выращивали для продажи картофель, цикорий, лук репчатый «кубоватый», лук репчатый «ростовский» (сеянец (от семени), выборок (от сеянца), крупный). На огородах также росли свекла, морковь, репа, капуста кочанная, огурцы. В 1866 году у крестьян Ивана Паршивикова, Федора Силина, Ивана Тюрина, Алексея Лысова и Василия Степанова у каждого было по картофельной тёрочной с использованием лошадиной силы, которые, как и мельница на четыре постава у Василия Панчёхина, облагались земским сбором. У Никиты Григорьева сына, Лапшина имелась цикорная сушилка с печью на три топки длиной 5,5 аршин, шириной 4 аршина, а у Ивана Андреева сына, Паршивикова — «медотопная», оценочная стоимость которой по обложению земским сбором в 1867 году составляла 80 рублей. В сентябре 1901 года у крестьян деревни Стрелы (только той части, которая до 1861 года относилась к владениям графини Е. Н. Чернышевой) было 235 десятин 277 саженей земли, в том числе 11 десятин 110 саженей — усадебной земли, 106 десятин 421 сажень — пашни, 64 десятины 1237 саженей — пойменного «гладкого и кочкового» покоса, 45 десятин 1965 саженей — выгона в кочковом суходоле и 7 десятин 1454 сажени — неудобной земли (под дорогами, болотами, кустами, и «полурекой»), а у крестьян деревни Стрелы (только той части, которая до 1861 года относилась к владениям графини Марии Ильиничны Остен-Сакен) было 137 десятин 1916,5 саженей земли, в том числе 7 десятин 1065 саженей — усадебной, 22 десятины 117 саженей — пашни, 32 десятины 1765,5 саженей — пойменного покоса, 47 десятин 1588 саженей — покоса по кустарнику, 24 десятины 438 саженей — выгона в кочковом суходоле и 3 десятины 1743 сажени — неудобной (под дорогами и «полурекой»).
В 1906 году у домохозяев Ивана Цаплина, Григория Копнина, Алексея Лапшина, Михаила Баранова было по картофельной тёрочной. В 1911 году у Ивана Васильева сына, Паршивикова в деревне Стрелы имелась лавка. В 1916 году у 67 глав крестьянских хозяйств — по цикорной сушилке — у Дронова, Павлова и Семёнова, у двух Барановых (здесь и далее однофамильцы), Киселёвых, Копниных, Лысовых, Паршивиковых и Цаплиных, у трёх Вагиных, Кузиных, Степановых и Торковых, у пяти Панчёхиных, у шести Силиных, у восьми Лапшиных, у десяти Тюриных, одиннадцати Горюновых и ещё у П. А. Паршивикова — овощная сушилка. Перед продажей цикория («золотого корешка») на цикорные фабрики Торговых Домов «А. П. Селиванова С-вья», «Фединал» и «Ф. Ф. Стрижников с С-ми», а также Товарищества «И. Вахромеев и К-о» в городе Ростове Ярославской губернии, его сначала кроили (разрезали), а затем сушили в больших сараях-цикорных. Перед просушиванием «кроёный» цикорий могли предварительно и «перетирать». Два года спустя в 1918 году у 65 глав крестьянских хозяйств имелось по цикорной сушилке, у Н. П. Силина, К. В. Панчёхина, Н. А. Цаплина и М. А. Степанова — по овощной сушилке, у. П. А. Паршивикова и Н. П. Силина — по цикорной и овощной сушилке, у А. Н. Цаплина, И. Г. Копнина, В. А. Лапшина и И. А. Лысова — по картофельной терочной, в хозяйстве В. Г. Лапшина находилась кузница, у пчеловодов: Петра Александровича Паршивикова было 11 ульев, а у Николая Александровича Цаплина — 10 ульев. Тогда в личном подворье у стрельских крестьян было самое большое в волости поголовье «разного» домашнего скота, которое насчитывало 422 животных. Деревня Стрелы входила в состав Приимковской волости (большая часть её называлась «Кураковщиной»), в которой особое место занимал промысел по выращиванию каплунов. Из «сведений», представленных приимковским волостным старшиной Н. Саловым ростовскому уездному исправнику Александру Павловичу Ораевскому можно узнать, что он возник от «недостатка» земли и «неразвития» других ремесел. В 1904 году в селениях волости «выкормкой» каплунов для сбыта в Санкт-Петербург и Москву занимались 198 мужчин и 240 женщин, но в Стрелах этот промысел не был востребован.
Согласно утвержденному Президиумом Высшего совета народного хозяйства РСФСР (далее — ВСНХ) 20 августа 1919 года плану национализации чайно-кофейно-цикорных предприятий в Ростове была образована Ликвидационная комиссия Ростовского районного чайного комитета, которая по постановлению ВСНХ от 11 ноября 1919 года национализировала 20 ноября 1919 года цикорные фабрики Торговых Домов «А. П. Селиванова С-вья», «Фединал», «Ф. Ф. Стрижников с С-ми» и Товарищества «И. Вахромеев и К-о» и передала их в ведение Объединенного заводоуправления государственных Ростовских цикорно-кофейных фабрик Центрального чайного комитета ВСНХ («Центрочай»), а затем — Главного комитета чайной, кофейной и цикорной промышленности ВСНХ («Главчай»). Впоследствии в эти реструктуризованные предприятия стрельские крестьяне сдавали выращенный на своих подсобных участках цикорий. В 1920 году у 69 глав крестьянских хозяйств имелось по цикорной сушилке и их можно было «пустить в ход»; наименьшее количество «цикорного корня» в 100 пудов тогда мог переработать Н. П. Тюрин, наибольшее в 800 пудов — И. Г. Копнин, а в других селениях Приимковской волости, за исключением у С. В. Полоунина из села Приимково, цикорных не имелось. В 1924 году В. Г. Лапшин владел кузницей в 189 кубических аршин, терочные картофеля имели И. И. Лысов — 315 кубических аршин, В. А. Лапшин — 220,5 кубических аршин, И. Г. Копнин и М. А. Цаплин — оба по 346,5 кубических аршин, а сушилкой владели Н. П. Силин — 420 кубических аршин и М. А. Цаплин — 520 кубических аршин, и в случае неуплаты сельскохозяйственного налога, согласно инструкции Всероссийского Центрального Исполнительного Комитета Советов рабочих, крестьянских и красноармейских депутатов (далее — ВЦИК) и Совета Народных Комиссаров (далее — СНК) от 11 июля 1923 года, они могли быть привлечены к административной ответственности. В 1925 году у Н. А. Цаплина, И. Г. Копнина, братьев Лысовых, В. А. Лапшина и М.А Цаплина было по терочной картофеля, у М. А. Цаплина, П. А. Паршивикова, Н. П. Силина и К. Ф. Панчёхина — по сушилке крахмала, В. В. Лапшин имел кузницу, а В. Г. Лапшин владел деревообделочным заведением и по изготовлению колес.
Из домашнего скота на крестьянских дворах были лошадь, корова, свинья, коза, овца, кролик, а из птицы — гусь, утка, курица, индейка. Растущий на берегах Которосли прочный ивовый прут использовался для плетения корзин, верш, зыбок (подвесная к потолку детская кроватка), плетней, в том числе и на зимние сани-розвальни, а также для других нужд в незатейливом крестьянском хозяйстве. На ярмарки ездили в Ростов, села Великое, Макарово, Угодичи, Поречье, Ильинское-Хованское. В советское время — на рынки в города Ярославль, Рыбинск, Гаврилов-Ям, Тейково, Шуя, Иваново, Александров, Струнино, Пушкин, Москва.
Деревня расположена у реки, поэтому прибавкой к домашнему столу была рыба. Крестьяне очень дорожили ею и не ловили для продажи. Небольшим промыслом у стрельских крестьян была ловля раков. Вода в реке была чистая, поэтому и изобиловала раками. Кроме этого, летом и в начале осени крестьяне собирали в лесу грибы и ягоды. Грибы жарили и солили, а из ягод варили варенье и замачивали их в большие стеклянные бутыли. Для удобства пользования и с целью сохранения бутылей их ставили в высокие с двумя ручками корзины, сплетенные из ивового речного прута.
Кураковское подворье. В конце XIX — начале XX веков отправка и получение почтовой корреспонденции крестьянами деревни Стрелы осуществлялось через Кураковское подворье, которое находилось в Кремле (территория внутри земляной крепости) города Ростова за «Железным рядом» к валу и Вознесенской церкви. Упоминание о подворье содержится в «записках» Михаила Ивановича Морокуева (в публикации значится как Маракуев), который сообщает, что в сентябре 1812 года отступающие из Москвы русские воины останавливались в нём. В 1836 году им владела графиня Елизавета Николаевна Чернышева, а состояло подворье из каменного 2-этажного дома с мезонином, внутри двора двух деревянных домов и надворной постройки, 12-ти деревянных «лицевых» лавок, постоялого вотчинного двора и земли, которая была длиной «по лицу» 29 сажень 2 аршина. В 1875 году на каменном доме мезонин был разобран, по фасаду построен аттик и с этого времени здание стало 2-этажным, каким уже значилось в «Раскладочной ведомости налога с недвижимых имуществ в городе Ростове Ярославской губернии» и в «Окладной книге сбора с недвижимых имуществ города Ростова», а в 1894 году — вместо деревянных лицевых лавок построили каменные. К северу от Кураковского подворья был Ситцкий пруд, название которого связано с прежними владельцами селений вотчины дворян Куракиных, а затем и Чернышевых — князьями Ситцкими. Участок земли в Ростове, на котором в XIX—XX веках располагалось подворье, также в XVII веке принадлежал князьям Ситцким. В 1867 году подворье перешло от Е. Н. Чернышевой к обществу крестьян Приимковской волости, и крестьяне сразу сдали по контракту каменный дом и лавки купцу Ивану Андреевичу Первушину за 711 рублей серебром годовых, несмотря на то, что в «прежнее же время дом этот отдавался за 500 рублей и менее». 23 июня 1878 года крестьяне застраховали Кураковское подворье на год в Обществе взаимного страхования от огня недвижимых имуществ в городе Ростове Ярославской губернии на 8700 рублей с уплатой 66 рублей 28 копеек серебром, в том числе 58 рублей 45 копеек составляла страховая «премия», 1 рубль 30 копеек — гербовый сбор и 6 рублей 53 копейки — казенная пошлина.
В начале XX века над 2-этажным каменном доме аттик разобрали и надстроили мезонин. Как выглядело тогда это здание, можно частично увидеть на втором плане картины Петра Ивановича Петровичева «Ростов Великий осенью», находящейся в собрании Государственного музея-заповедника «Ростовский кремль». Принадлежащие крестьянам Приимковской волости постройки в Кураковском подворье заключались в 2-этажном, четырех 1-этажных торговых помещениях, 2-этажном и 1-этажном «жилых помещениях», двух помещениях в постоялом дворе с навесом и складском помещении на «чердаке»; общая кубатура составляла 614 квадратных саженей, капитализированная стоимость — 22063 рублей 68 копеек, а общая доходность имущества — 4487 рублей 07 копеек. Согласно разрешению от 18 июня 1913 года общество крестьян Приимковской волости надстроило в 1914 году над каменным 2-этажным домом с мезонином третий этаж. В 1914 году подворье использовалось и под гостиницу «Бристоль», а также постоялый двор.
После Октябрьской революции 1917 года многие дома в Ростове подлежали муниципализации, так как в них проживали, по мнению новых властей, зажиточные домовладельцы, обогатившиеся и за счет использования наемного труда. Кураковское подворье принадлежало крестьянам Приимковской волости, которые также имели с него доход. На основании распоряжений Главного управления коммунального хозяйства НКВД РСФСР, содержащихся в отношении за № 13564/3 от 1 декабря 1923 года, оно было муниципализировано и передано под Дом крестьянина, открытый 7 ноября 1923 года на организационном собрании представителей Ростовского уездного исполнительного комитета Советов рабочих, крестьянских и красноармейских депутатов, Ярославского губернского Дома крестьянина и сельскохозяйственной кооперации. В это время одно из бывших торговых помещений подворья занимало Управление Ростовской городской и уездной милиции с комнатами для арестованных. В 1925 году Дом крестьянина размещался в городе Ростове на улице Карла Маркса, 69 в 3-этажном каменном здании с надворными постройками. В 1927—1929 годах в Ростовском районном Доме крестьянина были 1-й и 2-й постоялые дворы на 200 подвод, чайная-столовая, буфет, кухня, общежитие и номера (36 коек — по 20 копеек, 11 — по 50 копеек, 10 — по 1 рублю и 5 номеров — от 2 до 3 рублей), парикмахерская, комната юриста, библиотека, читальня, сельскохозяйственный музей, лекционный зал, уголок работницы и крестьянки, уголок Ленина, а штат состоял из 42 человек. В 1940 году помещение Дома крестьянина было занято городским Домом культуры. Это не устраивало заведующего Ростовским районным отделом народного образования (далее — РайОНО) С. М. Сидельникова, при участии которого была подготовлена «объяснительная записка» к плану капитального строительства и ремонта помещений в Доме культуры, также располагавшегося на улице Карла Маркса, почти напротив Дома крестьянина. Предполагалось перестелить полы, сделать вход по фасаду здания и выполнить в нём «минимальное оборудование». В перестроенном в 1963 году каменном 2-этажном доме, сегодня улица Карла Маркса, дом 15-а, располагались кондитерский цех и магазин ресторанов станции «Ростов-Ярославский» и «Теремок», магазин «Кулинария» с «приготовительным цехом» Ростовского треста столовых, а затем — кондитерская «Сластёна». Впоследствии корреспонденция отправлялась и получалась жителями Стрел через почтовое отделение в селе Белогостицы. В 1925 году почтовую корреспонденцию в Стрелах по 124 дворам разносил «корреспондент» из деревни Нажеровка Михаил Фёдорович Баранов, которому из Ростовского уездного статистического бюро была выдана специальная «корреспондентская книжка». В последующее время почтальонами работали Римма Александровна Тюрина, Анна Николаевна Степанова, Галина Георгиевна Кузина, Валентина Романовна Степанова.
Стрельские школа и библиотека. В 1899 году Ростовская уездная земская управа открыла Стрельское земское 1-классное училище. На основании Декрета ВЦИК «О единой трудовой школе Российской Социалистической Федеративной Советской Республики (Положение)» от 16 октября 1918 года оно было преобразовано в Стрельскую школу 1-й ступени. Первоначально учебное заведение размещалось в приспособленном доме, а затем для него построили 1-этажное деревянное здание посреди деревни в «самой грязи», с обеих сторон его огибала проезжая дорога. Размер здания по фасаду был 8 метров, а по бокам — 8,65 метра. По его фасаду было пять окон, обращенных на север, на левой и правой сторонах по четыре — на восток и на запад соответственно, а со двора два окна — на юг. Зайти в школу можно было через парадное крыльцо с западной стороны дома. На противоположной стороне имелось ещё одно крыльцо. Этот вход использовался как запасной и на случай пожара. В школе была одна классная комната, коридор, кухня и комната-квартира для «учащей» размером 5 х 6 аршин, площадью 30 квадратных аршин или 3,3 квадратные сажени. Они отапливались при помощи трёх печей — русской и двух голландских. В зимнее время для обогрева помещений использовалась ещё и металлическая печка — «времянка». В холодное время года нужно было 4 кубических сажени дров, при наличии торфа, а без него — 13 саженей.
Учителями в Стрельской школе в первой половине 1920-х годов были Лидия Васильевна Свечникова, родилась в 1889 году, окончила Мариинскую гимназию, Антонина Михайловна Покровская, родилась 20 февраля 1881 года, — 7 классов 1-й Ярославской женской гимназии и 8-й класс — Ростовской женской Мариинской гимназии (жила в городе Ростове, ул. Пролетарская, 16), и Вера Николаевна Хлонина — Ростовский педагогический техникум в 1923 году, а сторожем с 1918 года — Клавдия Илларионовна Лапшина, у которой не было в Стрелах дома и она вместе с сыном-подростком Александром проживала на школьной кухне. В решении различных хозяйственных вопросов помощь волостному школьному совету оказывал сельский школьный совет, который в каждом учебном году переизбирался.
В 1927—1928 учебном году две учительницы обучали в четырех группах 46 учеников. 24 апреля 1928 года председатель исполнительного комитета Приозерного волостного Совета рабочих, крестьянских и красноармейских депутатов Чугунов отправил на имя заведующей школы письмо за № 713, в котором запросил сведения об учебном заведении. Из предоставленных О. И. Рахмановой данных можно узнать, что площадь класса тогда составляла 42,75 квадратных метра (объем 123 кубических метров), «квартиры» учителя — 18 квадратных метров (объем 55 кубических метров), кухни — 15,5 квадратных метра (объем 44 кубических метров), школа отапливалось при помощи русской, 2 голландских и 1 «железной» печей, 2-местных парт в классе было 10, 3-местных — 2, из них 6 парт нуждались в ремонте, учебники «для чтения» имелись в достатке, по грамматике — на 50 процентов, наглядных пособий недоставало, «куба» для нагрева воды не было, а «бачок имелся»; под текстом «отчета» учительница отметила: «Требуется новая школа, нового типа для 2-х комплектов: сумма 10 тысяч».
В 1929—1930 учебном году в трех группах было уже 93 ученика. Одна учительница проживала в школе, а другая снимала «квартиру» у частника. Занятия с детьми 2-й и 4-й групп начались 12 октября 1929 года, а 1-й группы — 1 ноября. Дети обучались по комплексной программе Государственного учёного совета Народного комиссариата просвещения РСФСР (ГУСа). Проводить уроки для трёх групп в одном классе было затруднительно, поэтому занятия проходили в две смены: с 51 учеником 1-й смены — с 8 часов до 12, а с 42 учениками 2-й смены — с 12 до 16 часов вечера. Но и для такого количества детей класс был тесен. На учеников 1-й смены приходилось 0,8 квадратных метра площади классной комнаты и 2,4 кубических метра воздуха, а 2-й смены — 0,9 квадратных метра площади класса и 2,8 кубических метра воздуха. К сведениям, содержащимся в этих архивных документах, нужно относиться осторожно. Получается, что первая смена училась в классе 40,8 квадратных метра, а вторая — 37,8 квадратных метра. На плане Стрельской школы середины 1920-х годов, составленном ученицей 9-й «В» группы средней школы города Ростова Ярославской губернии А. Коровкиной, площадь класса (с учетом печи) показана 25,9 квадратных метров.
Ветхое здание школы в конце 1920-х — начале 1930-х годов нуждалось в ремонте. Вход в классную комнату был из не отапливаемого коридора, поэтому в холодное время года в ней было прохладно. Туалеты размещались в тесовом пристрое и пройти в них можно было только через кухню. Решить вопрос по увеличению площади школы и предоставлению жилья второй учительнице старались на местном уровне. 15 февраля 1930 года на заседании президиума Белогостицкого сельского совета (входили: сёла Белогостицы, Никольское-на-Перевозе, деревни Меленки, Нажеровка, Стрелы и хутор Ростовцево, бывшая дача «Седьмова») на повестке дня рассматривался вопрос «О постройке Стрельской школы», но тогда построить её не удалось. На заседаниях президиума сельского совета 28 июня и 17 июля 1933 года были вынесены постановления, обязывающие членов колхоза «Красный огородник» и стрельских «единоличников» приступить к ремонту школьного здания, используя строительный домов крестьян-кулаков Копнина и Цаплина. В подготовленных 6 августа 1933 года «сведениях» о состоянии школы содержатся данные о переводе её в новое помещение — половину дома крестьянина Ивана Яковлевича Кузина, где нужно было переделать печь и сломать перегородку. В школе было 10 двухместных и 2 трехместные парты. Для более удобного размещения учеников в классе требовалось 20 новых парт, которые члены колхоза «Красный огородник» обязались сделать своими силами. При учебном заведении имелся земельный участок 0,8 гектара, на котором выращивался картофель, лук, огурцы, морковь, свекла, а с разрешения правления колхоза, учителя и школьные служащие имели возможность покупать овощи и молоко по цене 50 копеек за литр. Участок под школьный огород был отведен после вынесенного членами школьного совета постановления на очередном собрании ещё 13 февраля 1927 года: «Указать [Приозерному] волостному школьному совету участок для школьного огорода Стрельской шк[олы] землю, бывш[ая] надельная с. Николо-Перевоз под названием „Огорбыш“, в количестве 300 кв[адратных] саж[еней], с правой стороны дороги к лесу».
В 1934 году школа заняла деревянный 2-этажный дом в «Голицынском конце» на «тёмном» посаде. Это стало возможным после надстройки 2-го этажа. Для этого мог использоваться строительный материал из дома стрельского кулака Александра Яковлевича Кузина, который был конфискован у него за неуплату недоимки государственного налога, а затем по акту от 31 марта 1933 года продан Ростовским районным финансовым отделом Ростовского районного исполнительного комитета Совета рабочих, крестьянских и красноармейских депутатов колхозу «Красный огородник» за 4230 рублей. Увеличение помещений было связано с большим количеством учеников в трёх комплектах. Так, в 1932—1933 учебном году три учителя обучали в 1-й группе 28 учеников, во 2-й — 21, в 3-й — 31 и в 4-й — 36 детей, из них в конце года в 1-й группе училось 17 мальчиков и 10 девочек (одна выбыла по болезни), во 2-й — 12 мальчиков и 7 девочек (мальчик и девочка выбыли по болезни), в 3-й — 16 мальчиков и 14 девочек (мальчик выбыл) и в 4-й — 13 мальчиков и 21 девочка (двое выбыли), а в следующем учебном году к 1 января 1934 года обучали в 1-й группе 26 учеников, во 2-й — 25, в 3-й — 18 и в 4-й — 29 детей. Как видно из приведенных данных, за время учёбы «отсев» детей в течение года был небольшим. Таким образом, в конце 1932—1933 учебного года в 4 классах было 104 ученика, а в следующем 98. Большое количество учеников сохранялось в школе и в последующее время. Так, в начале 1936—1937 учебного года три учителя обучали в первом классе 32 детей, во 2-м — 20, в 3-м — 37 и в 4-м 21 человек, а всего 110 учеников, из которых в течение года «10 чел[овек] уехало с родителями». В разных классах учителя преподавали детям русский язык, арифметику, естествознание и географию.
Из акта обследования Стрельской школы инспектором РайОНО от 20 января 1938 года можно узнать, что она размещалась в здании, построенном изначально для детского сада, но за неимением другого «помещения школу вселили в него». Видимо, в какое-то время в реконструированном здании планировали разместить детский сад, а школу оставить в домах крестьян — Кузина и Павлова. На 28 января 1939 года в двух группах стрельского детского сада (площадь помещения 151 квадратный метр) было 60 детей, ухаживали за ними два воспитателя (включая заведующую Семёнову), а открывался он в течение года 273 дня на 12 часов в каждый из дней. После перестройки школьного здания его площадь стала 182 квадратных метра, а классных комнат в нём имелось три — одна располагалась на 1-м этаже и две — на 2-м, общей площадью 102 квадратных метра. Один из классов был настолько тесен, что в нём даже негде было поставить учительский стол. Эта классная комната была занята под 4-й класс, в котором детей обучала Анна Евгеньевна Талицкая, родилась 9 января 1888 года, заведующая школой, окончила в 1905 году 6 классов Ярославского епархиального Ионафановского женского училища, а в 1915 году в Петрограде — Высшие женские естественно-научные курсы М. А. Лохвицкой-Скалон, учительница А. А. Чистова — в 1-м и 3-м классах, а во 2-м — К. Н. Чистова. Сокращение числа жителей в Стрелах в военные и послевоенные годы сказывалось на количестве учеников в школе. Так, 1943—1944 учебном году две учительницы обучали 48 детей, а в 1950—1951 году — 51 (из них 21 девочка), что по сравнению с началом 1932—1933 учебного года было соответственно меньше на 68 и 65 человек.
Во второй половине 1950-х годов 1-й этаж был занят под квартиру учительницы Антонины Александровны Смирновой, родилась 16 февраля 1923 года, окончила в 1941 году Ростовское педагогическое училище, а на 2-м этаже в маленькой комнате с окнами на запад жила вторая учительница Клавдия Александровна Савенкова, родилась в 1918 году. Внизу под её окнами было крыльцо, через которое по деревянной лестнице поднимались на 2-й этаж. Здесь уроки с учениками проводились в 2-х классных комнатах. В одной из них занимались дети одновременно двух классов — 1-го и 3-го, а в другой — 2-го и 4-го.
В 1960 году руководство РайОНО решило начать строительство в деревне Стрелы нового здания школы «силами» колхоза имени Кирова на специально отведенном участке с южной окраины «Середины» у местечка «Прогон». Строительство школы велось не так быстро, как хотелось бы. Во время рассмотрения этого вопроса 24 июня 1960 года на очередной сессии Сулостского сельского Совета депутатов трудящихся (протокол № 5) отмечалось, что к 1960—1961 учебному году здание для неё «не выстроят». Осуществить задуманное удалось только спустя год. В документах, подготовленных к заседанию Сулостского сельского исполнительного комитета Совета депутатов трудящихся 19 августа 1961 года содержатся сведения о принятии здания для начальной школы в деревне Стрелы, в связи с чем заведующей Антонине Александровне Смирновой предлагалось «принять необходимые меры к завершению отделочных работ, с тем, чтобы школа могла начать работу с 1-е сентября». В этот день занятия с учениками начались в классах новой школы, а для благоустройства прилегающей к ней территории члены Ростовского районного исполнительного комитета 2 ноября 1961 года решением за № 424 выделили из районного бюджета 900 рублей. Учителями в школе со второй половины 1960-х годов и до закрытия учебного заведения работали Валентина Михайловна Покатова, родилась 7 июня 1922 года, окончила в 1941 году Ярославское государственное педагогическое училище, Сергей Павлович Григорьев, родился 23 июля 1915 года, заведующий школой, окончил в 1949 году Ярославское государственное педагогическое училище (в годы Второй мировой войны с 30 ноября 1939 года по 12 марта 1940 года участвовал в «зимней» войне с финнами, а с 22 июня 1941 года по 9 мая 1945 года воевал радиотелеграфистом в звании младшего сержанта в составе 94 и 301 отдельных морских дивизионов и штаба 18 артиллерийской дивизии) и его жена Антонина Григорьевна, родилась 28 февраля 1915 года, окончила в 1936 году Ростовское педагогическое училище.
Окончив начальную школу, подростки после 1934 года могли продолжить обучение в Сулостской семилетней школе, а с 1 сентября 1962 года — Сулостской восьмилетней, которая на основании решения за № 441 «О присвоении порядковых номеров 8-летним и средним школам района», принятого 19 октября 1972 года членами Ростовского районного исполнительного комитета, значилась в сети школ района под 18-м порядковым номером. Она находилась в 2-этажном здании, построенном Ростовским земством в 1914 году для Сулостского земского 1-классного училища.
Снижение численности населения в Стрелах сказалось и на количестве учеников в школе. В 1970 году в ней училось 29 детей, а в 1973—1974 учебном году ожидалось только 14 человек, поэтому Стрельская начальная школа 4 июня 1973 года была закрыта. Из-за малого количества детей начальные школы закрывались в начале 1970-х годов в других селениях района. Из решений Ростовского районного исполнительного комитета от 11, 30 июня, 6, 27 августа 1970 года за № 241, № 283, № 324 и № 367 можно узнать о закрытии начальных школ с 1970—1971 учебного года. Занятия прекращались в Борисовской, Гвоздевской, Горской, Дуниловской, Еремейцевской, Заречской, Ивакинской, Кошкино-Воробьевской, Краснораменской, Никоновской, Новосельской, Николо-Перевозской, Осиновской, Подлесновской, а ученики переводились, соответственно, в Угодичскую среднюю, Макаровскую восьмилетнюю, Воскресенскую начальную, Шулецкую восьмилетнюю, Итларскую среднюю, Трясловскую начальную, Шулецкую восьмилетнюю, Осоевскую начальную, Фатьяновскую среднюю, Мосейцевскую начальную, Захаровскую, Кладовицкую, Марковскую и Скнятиновскую восьмилетние школы; в решениях от 19 июля и 14 сентября 1972 года за № 289 и № 390 содержатся сведения о закрытии в 1972—1973 учебном году Александринской, Халдеевской, Чашницкой и Юрьевской начальных школ и переводе детей из Александринской в Красногорскую начальную и Лазарцевскую восьмилетнюю школы, из Халдеевской — Татищевскую восьмилетнюю, а из остальных, соответственно, — Карашскую и Варницкую восьмилетние школы.
При Стрельском земском училище 8 декабря 1909 года была открыта небольшая библиотека для школьников, а «книжный фонд» в неё поступил из Макаровской библиотеки. В 1925—1926 учебном году в библиотеке Стрельской школы 1-й ступни находилось 264 экземпляра книг, они имели 95 процентов изношенности и «состав старый». Для неё также выписывались «Учительская газета», «Крестьянская газета» и журнал «Наш труд». Но так продолжалось не всегда. В 1942—1943 учебном году в Стрельской начальной школе библиотеки для учеников не было, дети пользовались книгами из «библиотеки-передвижки», из которой за этот год получили на руки для внеклассного чтения 113 книг. 20 марта 1921 года при начальной школе открыли библиотеку и для взрослых с двумя штатными сотрудниками. В разное время она размещалась в приспособленных помещениях — домах крестьян, сельском клубе, а с 1967 года по 1977 год — в доме Людмилы Никитичны Панчёхиной, которая на общественных началах исполняла обязанности библиотекаря.
Солдаты Первой мировой войны. В годы Первой мировой войны на воинской службе были и 97 стрельских крестьян из 22-х родов.
Матрос 1-й статьи Леонид Фёдорович Панчёхин участвовал в боях в составе команды бронепалубного крейсера 1-го ранга «Олег» Гвардейского флотского экипажа, матрос, машинист Константин Фёдорович Семёнов — корабля Балтийского флота, рядовые Михаил Михайлович (5 ноября 1914 года попал в плен и был в Австро-Венгрии) и Павел Михайлович Гореловы — соответственно 11 гренадерского Фанагорийского и 49 пехотного Брестского полков, рядовые Александр Семёнович, Николай Александрович и Павел Семёнович Горюновы — 13 лейб-гренадерского Эриванского, 194 пехотного Троице-Сергиевского и 308 пехотного Чебоксарского полков, рядовой Александр Абрамович Долгов — 18 Стрелкового полка, рядовые Александр Яковлевич и Константин Петрович Кузины — 113 пехотного Старорусского и 22 гренадерского Суворовского полков, рядовой Константин Ильич Лысов — 267 пехотного Духовщинского полка, рядовой Евгений Ильич Лысов был в плену, ефрейтор Сергей Андреевич Павлов (14 августа 1914 года попал в плен и был в Австро-Венгрии) — 11 гренадерского Фанагорийского полка, рядовой Абрам Иванович и канонир Алексей Петрович Паршивиковы — 59 Сибирского стрелкового полка и Лейб-гвардии 1 Артиллерийской бригады, рядовой Николай Михайлович Семёнов — 34 Сибирского стрелкового полка, рядовой Василий Николаевич Серов — 327 пехотного Корсунского полка, рядовой Михаил Фёдорович Степанов — 258 пехотного Кишинёвского полка под городом Сморгонью (у солдат была поговорка «Кто под Сморгонью не бывал, тот войны не видал»), рядовой Александр Семёнович Тюрин — 211 пехотного Никольского полка, ефрейтор Василий Павлович Цаплин — 4 пехотного Копорского полка.
Территориальное деление. До 1923 года Стрелы входили в состав Приимковской волости Ростовского уезда Ярославской губернии. Такое административное деление было неудобно для крестьян. Во время весенних, а порой и осенних паводков добраться до волостного правления в селе Макарово (Семибратово то ж), расположенного на левом берегу реки Которосль, было затруднительно. В связи с этим ещё 23 ноября 1917 года крестьяне Стрельского сельского общества обращались в Ростовскую уездную земскую управу с просьбой о переводе деревни в состав Сулостской волости, но тогда вопрос так и не был решён. Только на основании постановления ВЦИК от 14 ноября 1923 года о новом территориальном делении Ростовского уезда деревня Стрелы была отнесена к вновь образованной Приозерной волости с центром в Ростове, в которую вошла и Сулостская. На основании постановлений ВЦИК от 14 января и 10 июня 1929 года Стрелы вошли в состав Ростовского района Ивановской промышленной области, а с 11 марта 1936 года — Ярославской области, где находятся и поныне.
Исправительный дом. В пяти километрах к западу от Стрел в бывшем Белогостицком монастыре 17 октября 1928 года был открыт Ростовский исправительный дом (тюрьма), который использовался по «назначению» до середины 1950-х годов. Поэтому не только у стрельских жителей, но и у других из прилегающих к бывшей обители селений была реальная возможность видеть тюрьму и «угодить» туда. Нахождение её поблизости было прямой острасткой крестьянам. Располагаясь на берегу реки Вёксы, возле мощёной булыжником дороги Ростов-Суздаль, она несколько возвышалась на местности и грозно «смотрела» на окружающий её мир своими маленькими окнами с металлическими решётками. Это особенно бросалось в глаза местному населению во время весеннего половодья, когда, окружённая водой, как почти на острове, тюрьма всем своим видом напоминала замок Иф. В её камерах люди содержались в основном за небольшие правонарушения — мелкую кражу, драку, самогоноварение. В подавляющей своей массе это были крестьяне, число которых в 1928 году составляло 63 процента от общего количества всех заключённых, рабочих — 25, а служащих — 9 процентов. После закрытия этого «исправительного» учреждения на основании решения Ярославского областного Совета депутатов трудящихся от 4 февраля 1955 года за № 64-р здания и инвентарь тюрьмы № 3 (по другим сведениям № 4) в селе Бегогостицы по акту от 7 февраля 1955 года были проданы колхозу имени Кирова Ново-Никольского сельского Совета депутатов трудящихся.
Коллективизация на селе и репрессии. Во время проводившейся в стране в конце 1920-х — начале 1930-х годов коллективизации к наиболее крепким хозяйствам стрельских крестьян были применены различные меры воздействия: «индивидуальное обложение» («твердое задание» — налог), «вычистка» (изгнание) из колхоза, понижение в правах (лишение права избирать и быть избранным), конфискация имущества, принудительное выселение на Север и в Сибирь. В той или иной степени репрессии коснулись глав крестьянских хозяйств: Ивана Михайловича и Павла Алексеевича Вагиных, Александра Николаевича, Анны Павловны, Анны Петровны, Николая Михайловича и Николая Николаевича Горюновых, Александра Ивановича, Николая Григорьевича и Павла Ивановича Копниных, Екатерины Петровны и Ивана Яковлевича Кузиных, Владимира Григорьевича и Екатерины Петровны Лапшиных, Рахили Викторовны Павловой, Ивана Фёдоровича и Константина Фёдоровича Панчёхиных, Ивана Фёдоровича, Николая Ивановича и Павла Петровича Паршивиковых, Николая Петровича Силина, Александра Васильевича, Алексея Ивановича, Анны Андреевны, Елизаветы Андреевны, Ивана Алексеевича, Николая Васильевича, Николая Михайловича и Николая Петровича Тюриных, Александра Николаевича, Михаила Александровича, Натальи Андреевны, Николая Александровича и Таисии Андреевны Цаплиных. На основании циркуляра Ивановского областного исполнительного комитета Советов рабочих, крестьянских и красноармейских депутатов от 17 сентября 1931 года у них могли быть национализированы не только дома, но и «цикорные», «сушилки», «терочные», сараи, амбары, бани и другие хозяйственные постройки, а также скот, предметы домашнего обихода, сельскохозяйственные орудия. В Стрелах репрессивные меры в основном применялись к крестьянам из-за «цикорных», «сушилок» и «терочных» (в двух последних картофель просушивался и перерабатывался на крахмал), из-за которых крестьянам давалось высокое «твердое задание» — единый сельскохозяйственный, культурный, военный налоги, а выплатить их они не могли. Для поднятия прибыли владельцы таких «заведений» могли и скупать сельскохозяйственные культуры не только в своём селении, но и за его пределами. Поэтому для просушивания большого количества продукции прибегали к помощи односельчан. По мнению новых властей это считалось эксплуатацией, то есть использованием наёмного труда других людей. После изъятия цикорных, сушилок и терочных сушить «урожай» стало негде. Это коснулось не только подвергшихся раскулачиванию, но и других крестьян, которые по договору с владельцами подсушивали там выращенный у себя «золотой корешок» и картофель. Поскольку цикорная была главным звеном в технологическом процессе подготовки к продаже выращенного цикория, то лишившись его, стрельские крестьяне вынуждены были перейти на другую основную сельскохозяйственную культуру — лук.
Конфискованные во время коллективизации цикорные, терочные и сушилки картофеля использовались колхозами «Красный огородник», имени Кирова и совхозом «Овощевод» под складские помещения. В «Куниловке» (восточная часть Стрел) в сарае, удаленном с северной стороны на 60 метров от дома Леонида Ивановича Кузина, в 1960-е — начале 1970-х годов хранилось минеральное удобрение, а за домом Саввы Петровича Горюнова с той же стороны на 40 метров — семена гороха, овса, подсолнуха. На фасадной стороне деревянных сараев имелись большие двойные двухстворчатые двери, более похожие на ворота, которые запирались навесными замками. При помощи выкованных в кузнице накладных металлических петлей дверные полотна были навешены в дверные коробки на покрытые ржавчиной кулаки. Фасад сарая за домом Кузина был обращён на запад, а находившегося рядом с юго-восточной стороны на удалении 30 метров — на восток. Ещё один деревянный сарай с фасадом на север находился в «Середке» деревни за домом Фёдора Михайловича Цаплина с южной стороны и был удален от деревни на 120 метров. В 1960-е — начале 1980-х годов в сарае хранились семена гороха, овса, подсолнуха, а затем минеральное удобрение. Этот сарай сохранился до наших дней, а два в восточной части Стрел были разобраны в 1970-е годы.
В середине деревни между двумя посадами есть ещё один сарай, называемый у стрельских крестьян «депо». В нём хранился различный колхозный и совхозный инвентарь. На восточной стене постройки было место, куда вывешивали афиши с названием фильма в сельском клубе. Если местные власти разрешали убой теленка или коровы, то в помещении этого здания на большом чурбане рубили мясо и продавали селянам, взвешивая на весах с латунными чашами и «утиными» носиками. Справа от «депо» в местечке «прогон» на светлом посаде из струганных досок был сделан сарай для весов с большими двухстворчатыми воротами с северной и южной сторон. После коллективизации конюшня, коровник, телятники для недавно народившихся телят — «молосников» и телят постарше, хранилище и сушилка для лука колхоза «Красный огородник» были построены на удалении 300 метров от северной стороны Стрел, ближе к «Середке» и берегу реки Которосль. Привозимый туда груз сначала взвешивали. Весы и после перемещения конюшни, фермы и телятников на правый берег ручья Проток, что за «Куниловкой» с южной стороны Стрел, в середине 1950-х — начале 1960-х годов находились в этом сарае. Затем дощатый сарай в центре деревни разобрали, весы демонтировали и установили рядом с новым животноводческим комплексом.
Участок дороги с северной стороны Стрел от пожарного «депо» до начальной школы с южной и участок между двумя посадами домов от восточной окраины деревни до западной образуют крест по четырем сторонам света. Он часто использовался раньше и используется сегодня не только при строительстве церквей, но и в планировке архиерейских домов, монастырей, разбитых при них садах. Крест в Стрелах есть, а церкви или часовни нет! Очень жаль, что стрельские крестьяне могли рубить из добротного хвойного «мачтового» леса большие дома пятистенки, а построить храм им оказалось не под силу.
По постановлениям Центрального комитета Всесоюзной коммунистической партии (большевиков) (далее — ЦК ВКП(б)) «Об итогах и дальнейших задачах колхозного строительства» от 14 ноября 1929 года и «О темпе коллективизации и мерах помощи государства колхозному строительству» от 5 января 1930 года в деревне Стрелы Белогостицкого сельского совета Ростовского района Ивановской промышленной области 8 марта 1931 года был образован колхоз (сельскохозяйственная артель (коллективное хозяйство)) «Красный огородник» (первым председателем был стрельский крестьянин Павел Петрович Паршивиков, а после «вычистки» его из колхоза в 1932 году как кулака, новым председателем избран Михаил Васильевич Мялкин), на 20 марта 1930 года в Стрелах имелся также и колхоз «Цикорник», который вскоре был распущен. 22 декабря 1935 года председателю колхоза «Красный огородник» был выдан в Ростовском районном исполнительном комитете Советов рабочих, крестьянских и красноармейских депутатов Государственный акт на вечное пользование землей за № 096598, по которому колхозникам из деревни Стрелы передавалась в бессрочное пользование земля площадью 966,54 гектара. Основными сельскохозяйственными культурами в этих хозяйствах были лук репчатый «ростовский» («чернушка», «сенчик», «выборок», «товарный») и цикорий. Кроме этого выращивали картофель, свеклу, морковь, капусту, огурцы, зерновые — рожь, пшеницу, ячмень, овёс и редко кукурузу. Скот содержался в конюшне, на ферме, телятниках и свинарнике, который размещался с западной стороны сарая-хранилища для лука. С начала 1930-х годов они находились у реки Которосль, с северной стороны от деревни, а с 1957 года — с южной, на правом берегу ручья Проток. В 1930-е — 1950-е годы в хозяйствах имелась пасека. 21 июня 1950 года на общем собрании колхозников (протокол № 1) из пяти колхозов (имени Кирова, имени Пушкина, имени Буденного, «Красный огородник», «Победа») было решено объединиться в один колхоз имени Кирова.. На основании постановления Совета Министров РСФСР от 18 апреля 1964 года за № 481 «Об организации совхозов в Ростовском производственном управлении» и решения Ростовского районного исполкома от 25 апреля-5 мая 1964 года за № 188 этот колхоз реорганизован в совхоз (советское хозяйство) «Овощевод».
В 1946 году в Стрелах было 124 двора, а проживавшие в них 57 колхозников от 16 до 60 лет и 151 колхозниц такого же возраста, объединенных в 6 полеводческих бригад, посеяли на полях колхоза «Красный огородник» 80 гектаров (га) озимой ржи, 17,5 га — яровой пшеницы, 6 га — ячменя, 67 га — овса, по 9 га — гороха и вики, 12,57 га — цикория, 2,71 га -махорки на семя, 6 га — зеленого горошка и посадили 47 га картофеля, 10 га — капусты, 2,4 га — огурцов, 0,5 га — помидоров, 43 га — моркови, 5,3 га — свеклы, 15,36 га — товарного лука, 2,71 га — лука на семя, 0,68 га — лука-севка, 3 га — кормовых корнеплодов, 19,15 га — однолетней вики на сено и 15 га — клевера; на ферме 9 доярок-скотниц, 4 конюха, 2 телятницы, свинарка, 2 пастуха содержали 166 голов крупного рогатого скота, 34 лошади, 29 свиней, 75 овец, 57 кур, на пасеке пасечник ухаживал за 14-ю семьями пчёл, а всего 208 колхозников выработали в этом году 53000 трудодней. В колхозе имелись грузовая машина, 2-е веялки, зернодробилка, сеялка зерновая, 27 конных плугов, 15 борон (зиг-заг), 2 сепаратора, 30 повозок на «деревянном» ходу, 34-е сани, 30 комплектов сбруй, 8 «десятичных» весов и 9 кос; из хозяйственных построек — электростанция, механическая мельница, 3 зернохранилища, 2 овощехранилища, картофелехранилище, сушилка для технических культур, а также «подсобные предприятия» — кирпичный завод, кузница, пилорама, где было изготовлено 4000 кирпичей, 6 повозок и телег, 6 саней, 145 кубометров деловой древесины и заготовлено 70 кубометров дров.
Одним из председателей колхоза был стрельский житель Иван Александрович Федосеев, известный своей организаторской способностью и предприимчивостью по ведению коллективного хозяйства не только в Ростовском районе, но и за его пределами. Трудовая деятельность И. А. Федосеева как управленца проявилась ещё в 1933 году, когда он работал директором Белогостицкой цикорной сушилки Ростовской фабрики-треста Государственного Всероссийского треста кофейно-цикорной, чай-суррогатной и диетических продуктов промышленности (Роскофепродукт).
Приходской храм. Приходской каменный пятиглавый храм в связи с колокольней во имя Святого мученика Андрея Стратилата был в селе Сулость, что к юго-западу от Стрел на речке Сула. Через село проходил Ростово-Суздальский тракт. В церкви три престола. Первый находится в летнем храме. В зимнем два, один престол во имя Святителя Василия Великого, а другой — во имя Святого великомученика Никиты. Церковный праздник последнего приходится на 15 сентября. Он всегда праздновался в Стрелах до середины 1970-х годов. Когда было можно, крестный ход в деревне проходил в первое воскресенье после «Петрова дня». Кроме этой церкви стрельские крестьяне иногда ходили в храм святого Иоанна Предтечи в селе Макарово (закрыт 13 апреля 1934 года), во имя святого пророка Божия Илии в селе Васильково (закрыт 3 октября 1937 года), во имя Рождества Пресвятой Богородицы в селе Приимково (9 и 10 июля 1937 года Ярославская областная комиссия Ярославского областного исполнительного комитета Совета депутатов трудящихся по делам культов направила в Президиум ВЦИК СССР решение о расторжении договоров с церковными общинами области, в том числе и в селе Приимково Гаврилов-Ямского района, но оттуда 8 августа 1937 года материалы вернули из-за «неряшливого» составления), во имя Рождества Пресвятой Богородицы в селе Никольское-на-Перевозе (храм был закрыт после отказа священника в «первых числах января» 1931 года исправлять должность «священника в Николо-Перевозской общине верующих») и во имя святителя Николая Чудотворца в селе Ново-Никольское. После закрытия церкви в селе Сулость, на основании решения Ростовского районного Совета депутатов трудящихся от 5 июля 1941 года, приходским храмом для крестьян деревни Стрелы стала Никольская церковь в селе Ново-Никольское.
По сравнению с другими она была самой «молодой». Храм построен на средства крестьянина Харлампия Ивановича Бараблина и его сыновей при участии крестьян деревни Никольское и деревни Курбаки, а освящён 8 марта 1909 года. В связи с открытием в селении приходского храма изменился статус населенного пункта. С этого времени деревня Никольское была преобразована в село Ново-Никольское. Из закрытой в 1941 году церкви в селе Никольское-на-Перевозе по акту от 16 июня 1948 году была передана в храм села Ново-Никольского икона Казанской Божией Матери, а по акту от 8 октября 1956 года — ещё несколько предметов церковного обихода. Служба в открытой в начале XX века Никольской церкви почти не прекращалась и в советское время, тогда как другие в округе были закрыты. По воспоминаниям монахини Серафимы (Зуммер) в конце 1950-х — начале 1960-х годов в этом храме под предлогом эпидемии ящура также некоторое время не произносилось Слово Божие.
Несмотря на проведение антирелигиозной пропаганды среди населения Ново-Никольского сельского Совета депутатов трудящихся и Ростовского района в целом, согласно закрытому постановлению № 263 Совета Министров Союза Советских Социалистических Республик (далее — СМ СССР) «Об усилении контроля за выполнением законодательства о культах», а также утвержденной постановлениями Совета по делам религиозных культов при СМ СССР и Совета по делам Русской православной церкви при СМ СССР «Инструкции по применению законодательства о культах» от 16 марта 1961 года, многие люди, в том числе и стрельские жители, не переставали ходить в церковь. В подготовленной 9 февраля 1962 году Ростовским районным исполнительным комитетом Совета депутатов трудящихся справке уполномоченному Совета по делам Русской православной церкви по Ярославской области Ф. А. Яровому содержатся сведения, что в 1960 году в селениях Ростовского района родилось 936 детей, из них 673 крестили, зарегистрировано 780 браков, из которых 9 пар венчались.
В связи с закрытием церкви в селе Сулость некрополь возле неё ликвидировали, выкопали там пруд и построили сельский дом культуры и магазин. С этого времени стрельский погост был обустроен в новом местечке «Огорбыш», что южнее окраины «Куниловки».
Впоследствии за храмом во имя святого мученика Андрея Стратилата никто не ухаживал, он находился в запустении, ветшая год от года. 16 февраля 1967 года Ростовский районный исполнительный комитет Совета депутатов трудящихся решением за № 64 утвердил акт оценки-продажи каменного молитвенного здания в селе Сулость и разрешил Ростовскому районному потребительскому союзу использовать его под складские помещения «без какой-либо внешней реконструкции». Андреевский храм мог быть навсегда утрачен, но в начале 1990-х годов его передали Русской православной церкви и там возобновились церковные службы, а здание, как памятник архитектуры, восстановлено стараниями отца архимандрита Сильвестра при участии доброхотных дателей.
Солдаты Второй мировой войны. В годы Второй мировой войны 168 жителей Стрел из 27-и родов были на воинской службе. Из них 62 человека погибли на полях сражений или скончались от полученных ран в госпиталях.
Деревенский ручей. Для осушения Первого и Второго Красных лугов в 1954 году через Стрелы и до реки Которосль была углублена небольшая канава. Талыми водами во время весеннего паводка она размылась до ручья, который в разговорной речи получил название «Проток» или «Протока».
Детский сад. В 1955 году в «Середине» деревни на «светлом» посаде вместо 1-этажного деревянного здания детского сада было построено новое 2-этажное (низ кирпичный, а верх деревянный). Среди селян оно называлось «площадка». С фасада здания с окнами на юг, возле юго-восточного угла была входная дверь, за ней деревянная лестница вела на 2-й этаж. Там размещались дети из ясельной группы. Вход с восточной стороны вёл на 1-й этаж. Здесь находились старшие группы и кухня, где поваром трудилась Галина Ивановна Степанова. С западной стороны «площадки», возле северо-западного угла, имелся ещё один вход. Через него по крутой деревянной лестнице можно было подняться в комнату конторы колхоза и в другую, соседнюю, приспособленную для фельдшерско-акушерского пункта. Оба окна этих помещений были обращены на запад.
Магазин. Рядом с начальной школой в августе 1960 года было построено из белого силикатного кирпича здание для сельского магазина (сельмаг) «смешанного» типа Сулостского сельского потребительского Общества. Ранее он размещался в подполье (подклети) дома Павла Алексеевича Вагина, который находился в «Голицынском конце» деревни на «светлом» посаде. В разное время продавцами в нём работали Александр Константинович Тюрин, Александр Ильич Лысов, Иван Семёнович Тюрин, Василий Васильевич Смирнов, Людмила Никитична Панчёхина, Дина Павловна Степанова, Екатерина Ивановна Лапшина. Из-за нерентабельности, связанной с небольшим количеством жителей в Стрелах, магазин в конце 1990-х годов был закрыт.
Клуб и гуляния крестьян. Стрельский сельский клуб — это большой деревянный сарай, разделённый капитальной бревенчатой стеной на две части. В одной веселилась деревенская молодёжь, а в другой находилась лошадь и пожарный инвентарь — конный ход, деревянная бочка для воды, багры, топоры, брандспойт, рукава, ручной насос (качалка), а затем и центробежная «мотопомпа». Здание было специально построено Стрельским сельским обществом крестьян для пожарного депо ещё в начале XX века, а 22 августа 1923 года — муниципализировано новыми властями. В первое время контора колхоза «Красный огородник», а затем им. Кирова размещалась в помещении клуба и занимала две небольшие комнаты с окнами на восток. До настоящего времени сохранилась дверь в помещение, где стояла лошадь. Из имевшихся на ней надписей можно узнать клички некоторых животных с 1916 года. Пожары в деревне — это большое бедствие. Их всегда боялись. Не случайно на фасадах многих домов в Стрелах были прибиты небольшие металлические пластинки (чаще прямоугольные, реже в виде ромба) с изображениями ведра, багра, топора, лестницы, верёвки. Это обозначало, что во время пожара из дома нужно брать указанный на рисунке предмет. На некоторых домах имелись пластинки, сделанные заводским способом, с указанием страхового общества в случае пожара.
В период, свободный от полевых работ, молодёжь устраивала посиделки с танцами и играми. Особенно большие гуляния были во время церковных праздников — Рождества Христова, Крещения, Святой Пасхи, Святой Троицы, Никитина дня. Участие в них принимали все жители селения от мала до велика, в том числе и коммунисты. На Масленицу подростки в течение трёх дней собирали у жителей Стрел пришедшие в негодность корзины, старую мебель, дрова, резину и другие «горючие» материалы. Ребята помладше, по два или три человека подходили к каждому дому, стучали небольшой палкой по наличнику и пели такую колядку: «К высокому дому, к парадному крыльцу, подайте дров на Масленицу-ту. Отдай, не греши, корзину от души!» Отказов не было. Сложившуюся в селении традицию старались не нарушать. Поэтому, если не было возможности дать корзину, то несли несколько поленьев дров. Ребята постарше везли по дороге между двумя посадами домов большие деревянные сани-розвальни. В них собиралось полученное от стрельских крестьян. Затем сани увозили за деревню на правый берег Которосли и там всё складывали в большую кучу. В воскресенье поздним вечером перед началом Великого поста возле неё собиралось много деревенских крестьян, которые приходили и целыми семьями. Казалось, что в потемках куча несколько увеличивалась в размерах. Нанизанные на длинные шесты корзины выглядели со стороны длинными шеями сказочного Змея Горыныча. Бегавшие возле них с самодельными факелами подростки медлили зажигать. Всем хотелось увидеть, как сначала заполыхают красные огни больших кострищ в Никольском-на-Перевозе, Курбаках, Приимкове и только потом поднять в небо «огненное чудовище» у себя. После этого большие языки пламени и густой дым устремлялись ввысь и здесь. В это время каждый из подростков старался вымазать ладонь сажей и провести ей по лицу товарищу. Дома сажу трудно было отмыть не только «хозяйственным» мылом, но даже и содой. На другой день утром в школе у многих ребят на лице, шее, ушах и руках были видны следы вечерней гулянки в последний день Масленой недели. Никитин день праздновался только в Стрелах, тогда сюда приходила молодёжь и из других селений. Когда в соседнем селе Васильково праздновали Боголюбим, то со всей округи молодёжь собиралась там. Так было и в других близлежащих селениях.
Руководствуясь указаниями «свыше» власти на местах старались отвлечь селян от Церкви, а также и от участия в религиозных праздниках путем проведения лекций на «научно-атеистические» темы. В 1960 году в Ростовском районе находилось всего 7 действующих церквей, с целью антирелигиозной работы среди жителей было прочитано 192 лекции, а в 1961 году уже 309 лекций. Несмотря на это многие колхозники продолжали ходить в храм и отмечать церковные праздники. Из подготовленной справки о состоянии антирелигиозной работы в Ново-Никольском сельском Совете депутатов трудящихся к решению Ростовского районного исполнительного комитета Совета депутатов трудящихся за № 372 «О соблюдении законодательства о культах и проведении единовременного учёта религиозных объединений» от 20 сентября 1961 года можно узнать, что в 1960 году в Никольской церкви были на службе 7945 человек; в селениях прихода отмечалось 10 религиозных праздников (большая часть весной и летом в самое «напряженное» время сельскохозяйственного года), празднование Святой Троицы 22 мая обошлось колхозу «Путь к коммунизму» в селе Ново-Никольском в 155 рабочих дней; с 20 по 25 мая 1960 года по 6 производственным бригадам, где праздновалась Троица, не было почти ни одного процента прироста по весенне-полевым работам. Последнее обстоятельство указывает на то, что люди не ограничивались одним днем, а несмотря на запреты, праздновали один из двунадесятых церковных праздников несколько дней.
На это накладывал свой отпечаток и тяжёлый труд крестьян в колхозе, совхозе и на личном подворье. Поэтому не было ничего удивительного в том, что люди просто хотели на несколько дней забыться от кошмара, в котором им суждено было жить. Изнурительная физическая работа и маленькая заработная плата заставляли некоторых, чаще молодых людей, искать пути выхода. Однако, отсутствие паспорта сводило желание оставить селение почти к нулю. Только учеба, служба в армии, вербовка как-то могли помочь. После отмены запрета на выдачу паспортов закрепощённым советской системой труженикам села бегство из деревни приняло массовый характер.

## Фотографии

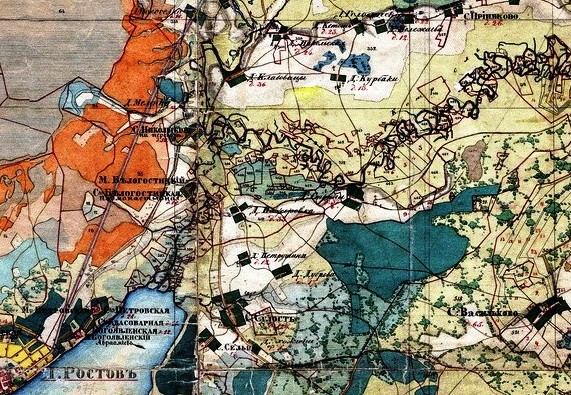
Деревня Стрелы и её окрестности, из «Атласа Ярославской губернии» (карта А. И. Менде), 1858 года
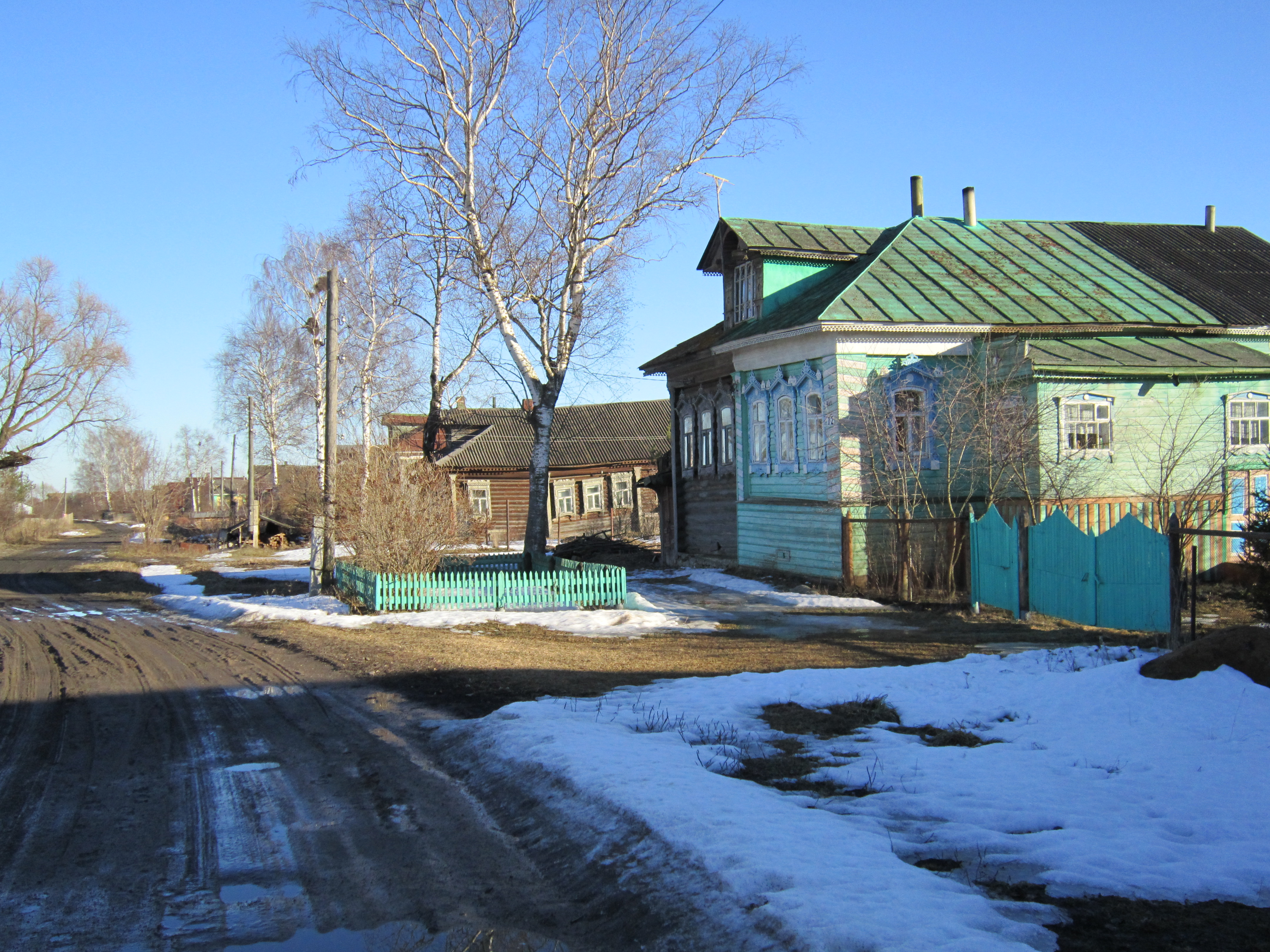
Вид на «тёмный» посад («Середина») и дорогу с западной стороны
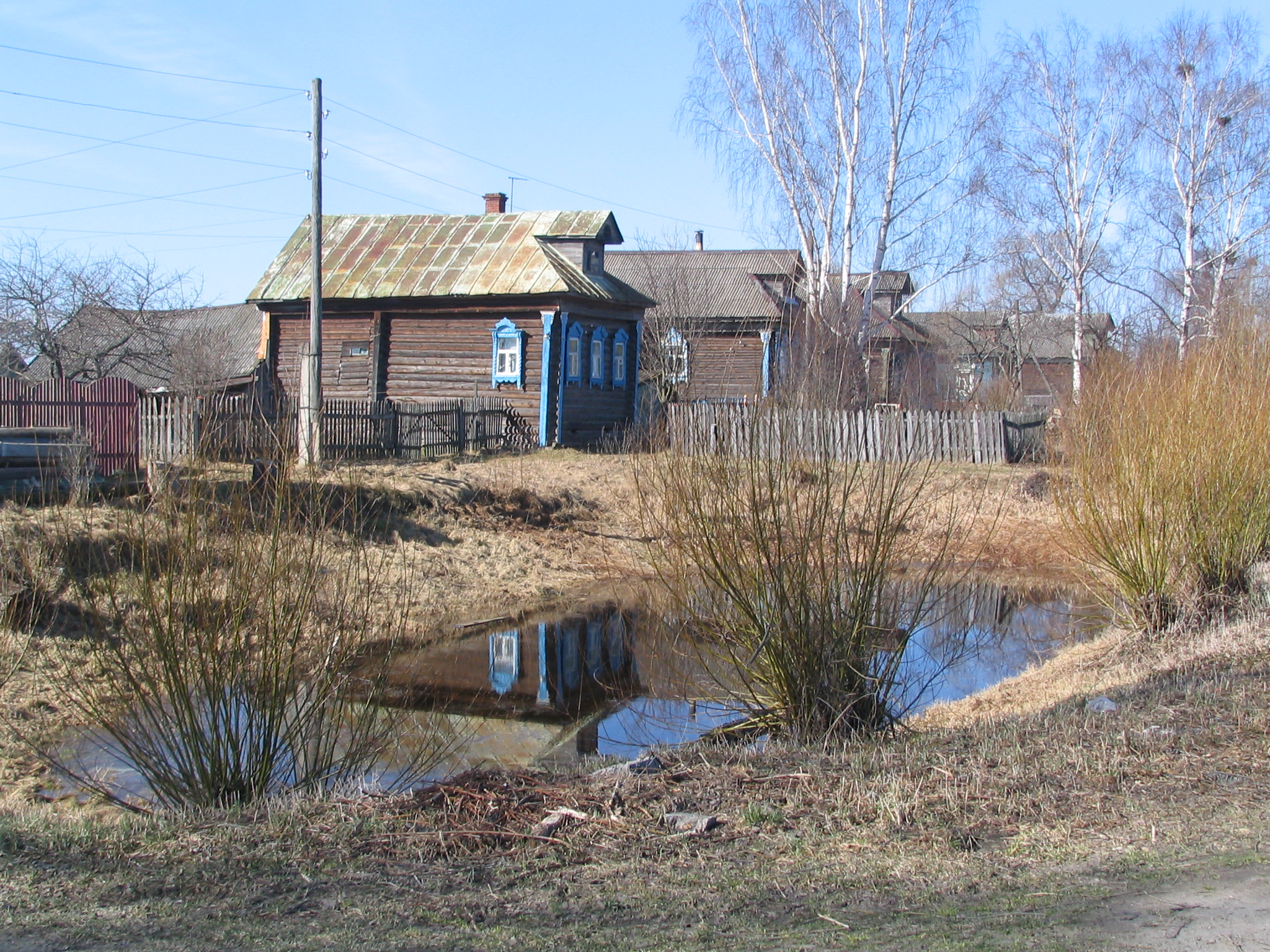
Вид на «тёмный» посад («Куниловка») и пруд с восточной стороны
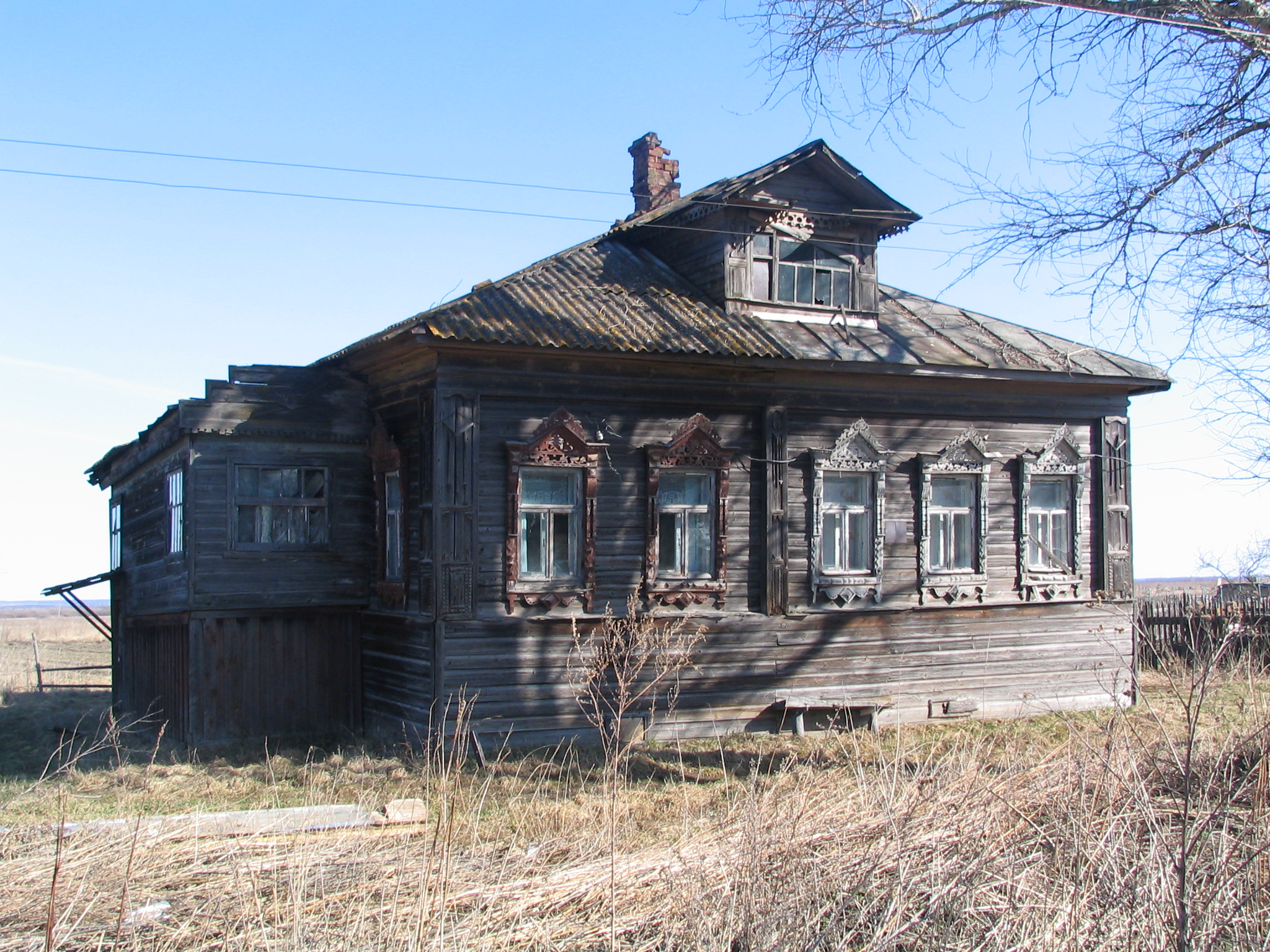
Дом на «светлом» посаде
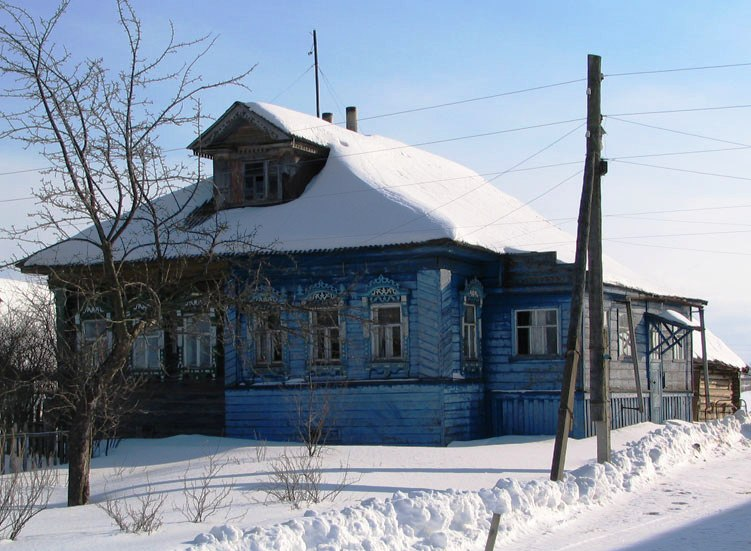
Дом на «темном» посаде
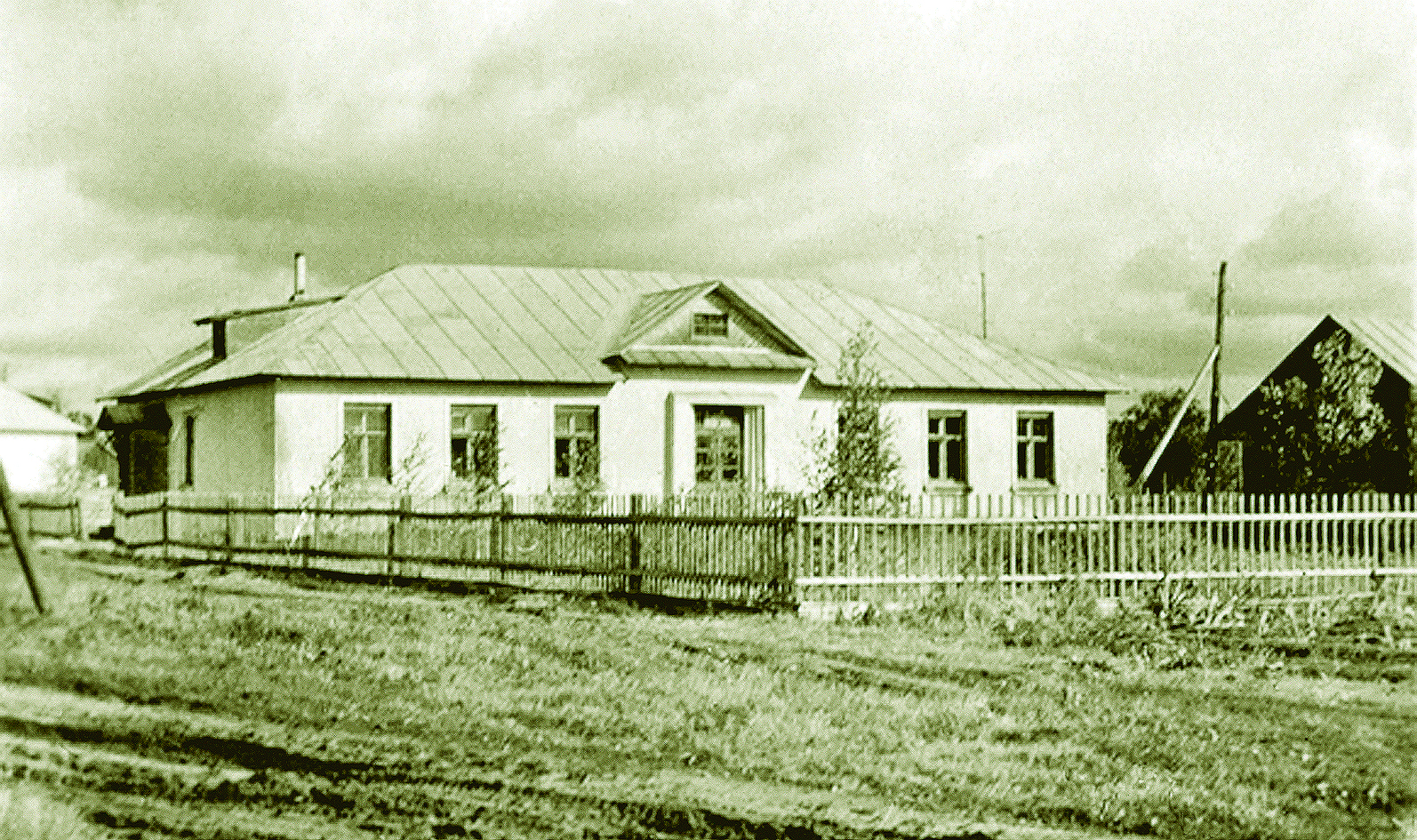
Стрельская начальная школа. 1966 год, вид с юго-западной стороны